# KkStB 3
Die Dampflokomotivreihe kkStB 3 war eine Sammelbezeichnung für Schnellzug-Schlepptenderlokomotiven der k.k. österreichischen Staatsbahnen (kkStB), deren zugeordnete Lokomotiven ursprünglich von der Kaiser-Franz-Josephs-Bahn (KFJB) und von der Mährisch-Schlesischen Centralbahn (MSCB) stammten.

## KkStB 3.01–13 (KFJB)
Diese von der KFJB stammenden Lokomotiven wurden 1893 bis 1903 in Maschinen der Reihe kkStB 4 umgebaut (4.181–193).
Sie wurden ursprünglich 1879–1880 gebaut und hatten bei der KFJB die Nummern 201–213.

## KkStB 3.21–23 (MSCB)
Diese drei Lokomotiven trugen bei der MSCB die Nummern 27–29, erhielten 1895 bei der kkStB zunächst die Reihenbezeichnung 3,
wurden aber 1905 umgezeichnet in die Reihe 103.